# Autisme Europe
Autisme Europe est une association internationale de type AISBL créée en 1983. Comptant 23 associations membres à ses débuts, elle fédère désormais 80 associations du domaine de l'autisme dans 38 pays. Elle édite un magazine, intitulé Link.

## Mission
Les objectifs d'Autisme Europe, définis en 1999, visent à représenter les personnes autistes auprès des institutions européennes, promouvoir leurs droits et leur dignité, sensibiliser aux prises en charge, à l'éducation et au bien-être, contacter et coordonner les ONG du domaine de l'autisme, échanger informations et expériences. 

## Prises de position
Le vice-président d'Autisme Europe s'est opposé à la censure du film français Le Mur.